# Ашкенази, Израиль Маркович
Израиль Маркович (Мордухович) Ашкенази (1917—2001) — советский и российский живописец.

## Биография
Родился в 1917 году в Нижнем Новгороде в семье журналиста М. Б. Ашкенази.
С началом Великой Отечественной войны отправился на фронт простым стрелком, затем стал разведчиком, бойцом орудийного расчёта. Воевал на Курской дуге, под Великими Луками, на Синявинских болотах, Невской Дубровке, Гатчине. Занимал должности от командира взвода до начштаба 241-го миномётного полка 21-й артиллерийской Духовщинской Краснознамённой дивизии РГК. Получил семь ранений. Гвардии майор, командир артиллерийского дивизиона.
Награждён двумя орденами — Отечественной войны 1 степени (1943, 1985) и Красной Звезды (1945), медалями «За оборону Ленинграда» и «За победу над Германией».
В 1945—1946 годы был слушателем Военной академии имени М. В. Фрунзе, однако ушёл в запас по состоянию здоровья.
Три года проработал в Одесских художественных мастерских.
В 1951 году поступил в Киевский художественный институт, учился в мастерской народного художника СССР А. А. Шовкуненко.
В 1957 вернулся в Горький, где стал активным участником выставок. Вёл большую общественную работу и в содружестве художников, и в городе. Ашкенази первым возглавил секцию художников-монументалистов, много лет был председателем ревизионной комиссии в местном отделении творческого союза. Был председателем в совете ветеранов Великой Отечественной войны своей организации.
Член Союза художников СССР (1961).
Похоронен на кладбище Марьина Роща.

## Живопись
Ашкенази в первую портретист; за долгие годы он создал образы известных деятелей науки и культуры: Дмитрия Лихачёва, Маргариты Касьяновой, Олега Бордея, Яна Голанда. Особое место в его творчестве занимают женские портреты.
Часто обращался к пейзажам: странствовал с этюдником по России и соседним республикам — Соловецкие острова, Крым, Узбекистан, Волхов, нижегородские улочки и Ростов Великий.
Также обращается к натюрмортам и другим жанрам. Например, картина «Бронебойщик» основана на его воспоминаниях о Великой Отечественной войне.